# Emili Rodríguez-Bernabeu
Emili Rodríguez-Bernabeu (Alicante, 1940) es un cardiólogo y escritor español en valenciano.

## Biografía
Se inició en la poesía componiendo en valenciano durante su época de estudiante de Medicina en Valencia, teniendo como autor de cabecera al poeta Jacinto Verdaguer. Es entonces cuando toma contacto con el grupo literario fraguado alrededor de la Editorial Torre y de la Universidad de Valencia y aumenta su pasión por la literatura valenciana.
Fruto de este contacto, empieza a escribir poesía formando parte del grupo de poetas que editaría la antología Poetas universitarios valencianos (1962). De este periodo son los libros Poemes de la fi (1964) y La platja, Premio Valencia de Literatura-Poesía el 1965. Después de La platja, se observa en el autor un cierto acercamiento hacia el realismo civil con La ciutat de la platja (Premio Ausiàs March de poesía 1971, Gandía) y La catacumba (1974).
El poeta vuelve a Alicante, lejos de los ambientes literarios valencianos, lo que le empuja a promover como jurado comprometido la eclosión de la nueva generación poética valenciana de los 70 en el Primer Premio Vicent Andrés Estellés de la Edicions Tres i Quatre (1973), y después publica Migjorn. Poesia jove de les comarques del Sud del País Valencià (1977), donde aparecen por primera vez algunos nombres importantes de la poesía valenciana actual.
Después de un largo periodo de reflexión creativa, publica Viatge al teu nom (1982), con unos planteamientos diferentes a los de épocas anteriores. Inaugura una nueva época con libros como Teoria del Somni (1988), Domini del sol (1990), El rostre de l'amant (1992), Escandinàvia (1996), Alacant (1998), que culminará en Dring (2000), con que ganó el premio Vicent Andrés Estellés de Burjasot en 1999.
Pero la actividad literaria de Emili Rodríguez-Bernabeu no se limita a la poesía, la crítica y el ensayo ideológico forman parte importando de su obra. La crítica se concreta en artículos y comentarios publicados en revistas especializadas. En cuanto al ensayo destacan de temática general «Noticia literaria de Alicante» publicado en la Revista de Cataluña (num. 53), y de temática poética «Introducció a l'Obra Poètica de Joan Valls», «Antologia poètica de Joan Valls», «L'obra literària d'Emili Boils», «Maria Ibars i Ibars, innovació o continuïtat», entre otros muchos. Esta tarea crítica empujará al Departamento de Literatura Catalana de la Universidad de Alicante nombrarlo profesor colaborador honorífico.
La obra Alacant contra València, un ensayo donde reflexiona sobre la Comunidad Valenciana y las relaciones entre las dos ciudades más importantes de la región: Valencia y Alicante para comprender el punto de maduración de la conciencia nacional en las comarcas del sur. Con esta obra ganó el premio Carles Rahola de ensayo de Gerona en 1993. La relación entre la ciencia y la literatura es otra temática recurrente en las reflexiones de Rodríguez-Bernabeu, obras como «Ciència i literatura» (L'illa, núm. 15) o «La clonació humana, el mite de Narcís i Roís de Corella» (Avui, 1997) son dos ejemplos.
Médico cardiólogo, de profesión intensamente ejercida, la medicina ha tenido escasa presencia en su obra literaria, al menos desde un punto de vista de representación formal, o evidente. Sólo en algunos aspectos de su obra ensayística encontramos la impronta de su formación médica.